# Jack Jersey
Jack Jersey, pseudonimo di Jack de Nijs (Cimahi, 18 luglio 1941 – Roosendaal, 26 maggio 1997), è stato un musicista e cantante olandese.
Soprattutto è stato produttore discografico, compositore, arrangiatore, cantante e un cantautore nel soft rock, musica leggera, country, nuove canzoni e canzoni olandesi. Ha fatto musica in olandese, e talvolta in malese, tedesco e italiano ma soprattutto in inglese. Ha anche composto musica per strumentisti. Ha lavorato con artisti provenienti dai Paesi Bassi e da altri paesi.
Come musicista, era versatile. Per molte canzoni è stato il compositore, paroliere e produttore discografico. Era anche attivo come cantante.
Durante la sua vita, Jack de Nijs e gli artisti che rappresentava hanno venduto più di venti milioni di dischi.

## Vita

### Gioventù
Jack de Nijs è nato a Cimahi, nelle Indie orientali olandesi (oggi in Indonesia). Già quando era giovane si è presto accorto che era dotato musicalmente. Quando era ancora un ragazzino suonava con un banjo ukulele in un'orchestra della sua città. Nel 1951 la famiglia rimpatriò nei Paesi Bassi. Dall'anno 1952 hanno vissuto a Roosendaal.
Durante i suoi studi ha cantato come frontman di diversi gruppi musicali. Durante i suoi studi superiore di ospitalità a Maastricht ha incontrato Elly, che in seguito divenne sua moglie.

### Cantautore e produttore discografico
Dopo la laurea ha ricoperto diversi incarichi, ha completato il servizio militare e ha avuto azienda di produzione e consegna di cibo indonesiano. Nel frattempo ha cantato in diversi gruppi musicali, inclusi due gruppi jazz olandesi in Germania. Nel 1966 Jack e Elly si sposano e nel 1967 hanno un figlio.

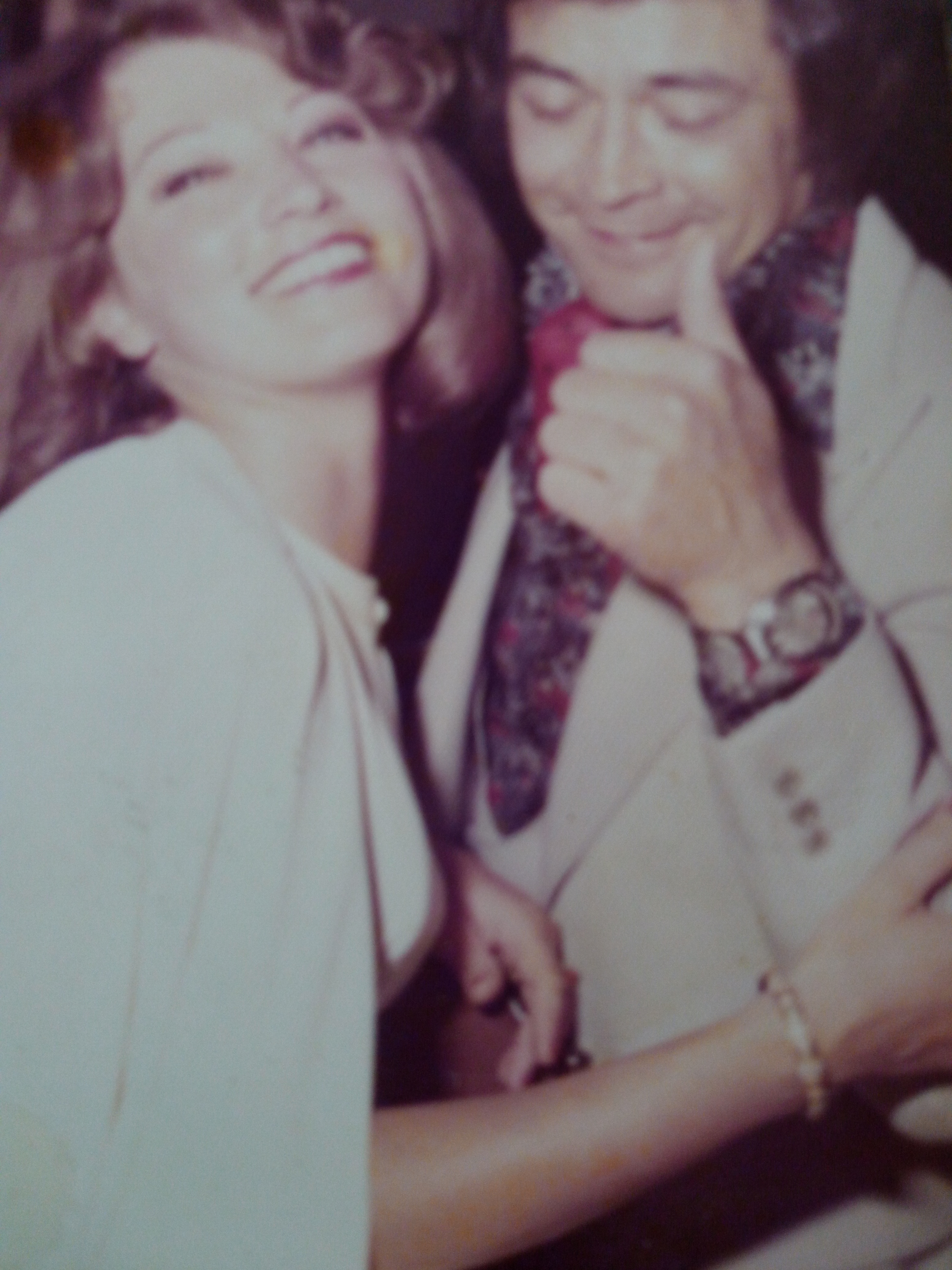
Elly e Jack de Nijs

Quando che la sua attività di cibo indonesiano non è stato abbastanza redditizio, ha dovuto candidarsi per un posto di lavoro e infine diventare il capo del reparto esportazioni dello stabilimento Philips di Roosendaal.
Nonostante tutto, nulla poteva soffocare la sua passione per la musica.
Nel 1968 Jack de Nijs decise di continuare la sua vita professionale nella musica, come cantautore e produttore. In quest'anno ha fondato la sua compagnia J.R. Produzioni, inizialmente con Ruud Wenzel e poco dopo con Henk Voorheijen. Le iniziali J.R. (Jack & Ruud) cambiato in Jeetzi Rah (in ebraico per Mondo della creazione). Voorheijen era responsabile della gestione commerciale e De Nijs era responsabile dei compiti creativi e musicali.
La sua canzone Antoinette, nel 1969, divenne il suo primo singolo di successo, esattamente il giorno della nascita della figlia. È stato cantato da Leo den Hop in olandese. La traduzione di Antoinette di Ray Miller è diventata un grande successo in Germania. Dei dieci singoli composti da Jack de Nijs nel primo anno, otto di loro sono stati grandi successi nei Paesi Bassi. Inoltre, tre traduzioni sono state grandi successi in Germania.
Negli anni seguenti ha anche sviluppato come produttore e arrangiatore. Ha composto molte canzoni strumentali per i sassofonisti André Moss e Maurice de la Croix. Gli artisti che cantavano in lingua olandese erano, tra gli altri, Leo den Hop, Sjakie Schram, Cock van der Palm, Zangeres Zonder Naam, Arne Jansen, Tony Bass, Luk Bral, Jan Boezeroen e Frank & Mirella. Gli artisti che hanno cantato in inglese includono, tra gli altri, Crown's Clan, Road, Clover Leaf, Donna Lynton, Tielman Brothers, Tony Martin e Nick MacKenzie.

### Carriera come Jack Jersey
Jack de Nijs ha avuto alcuni singoli di successo, modesti successi in olandese con il suo nome e uno in inglese, Blame it on the summersun (1971), sotto lo pseudonimo di Ruby Nash.
 Ha fatto parte anche del gruppo Brabants Bont.
Quando ha scritto la canzone I’m Calling (Traduzione: Sto chiamando), e volevo trovare un cantante adatto a cantare è andato con questa cassetta dimostrativa al Midem di Cannes (Francia).
Ha incontrato un famoso disc jockey olandese, Will Luikinga, che gli ha consigliato di cantare questa canzone e di pubblicarlo. Seguì quel consiglio e lo registrò sotto lo pseudonimo di Jack Jersey. È diventato un record di allarme, come lo chiamano in Paesi Bassi quando un nuovo disco ha il potenziale per diventare un enorme successo. La carriera per Jack Jersey era iniziata e divenne una successione di successi.
Suo padre ha avuto l'idea di cambiare il nome Jack de Nijs a Jack Jersey, perché suona più internazionale. Altre fonti riferiscono che il suo nome deriva dall'isola di Jersey.
Sebbene molte persone abbiano sentito qualcosa di Elvis Presley nel suo stile e nella sua musica, non ha mai avuto intenzione di imitarlo con la sua voce cantata e nel suo stile e musica. Ma Jack de Nijs lo accetta come un grande complimento e gradualmente decide di abbracciare quell'immagine.
I’m Calling (traduzione: Sto chiamando) divenne un grande successo, così come quattordici successi Singolo di successo (in inglese hit single) come In the Still of the Night, Papa Was A Poor Man, I Wonder and Blue Brown Eyed lady.
Fu un successo improvviso e inaspettato. Avrebbe avuto l'ambizione di fare una carriera come cantante individuale 10 anni prima, ma durante quel periodo sentiva più un compositore e un produttore musicale che un cantante.
Era sempre molto nervoso prima dei concerti. Per certe persone è stata la prova che è un vero artista.
Tuttavia, ha limitato il numero di concerti a quindici l'anno.

### Nashville

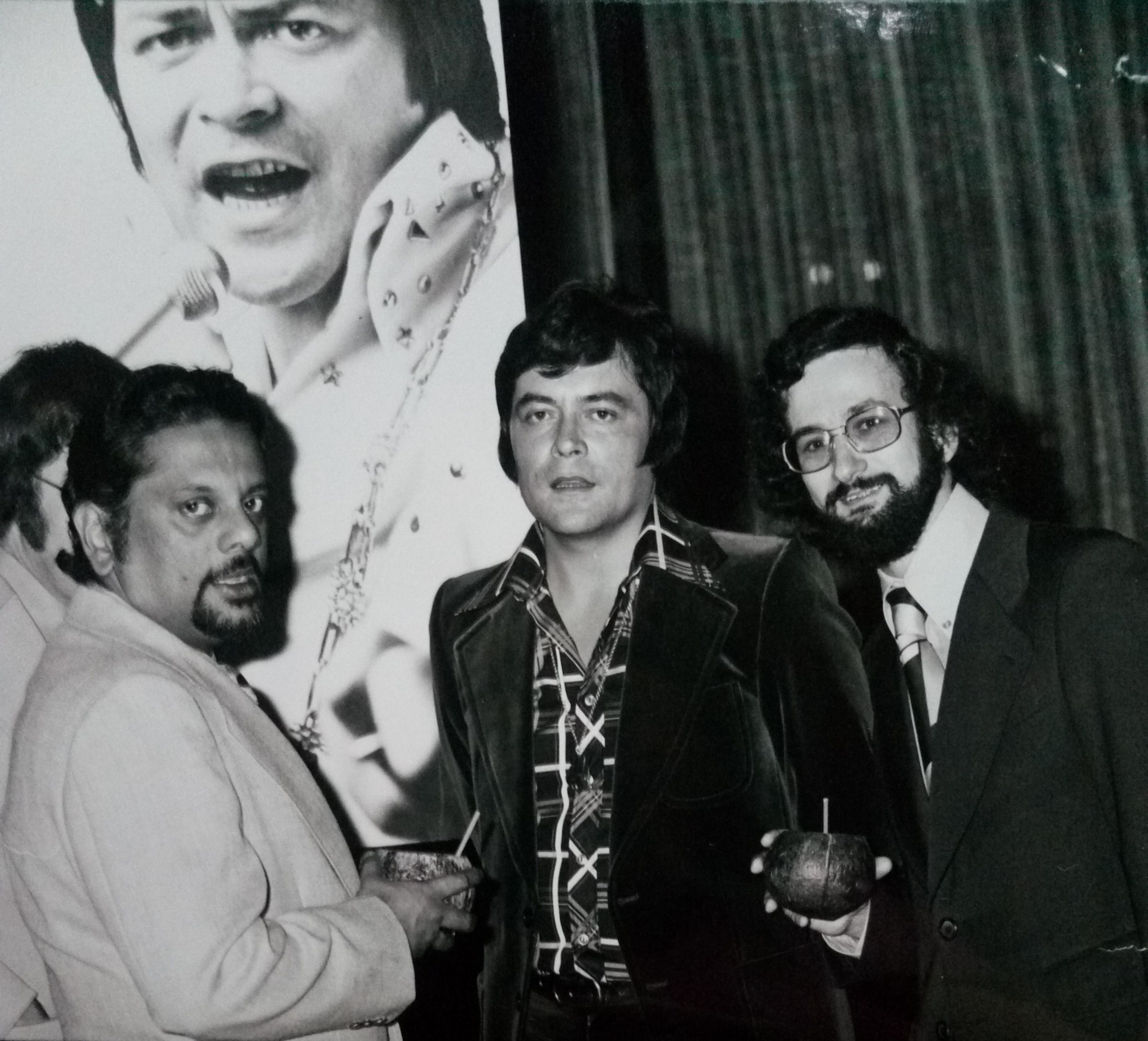
Roel Kruize, Bhaskar Menon, Jack Jersey e Theo Roos, 1974

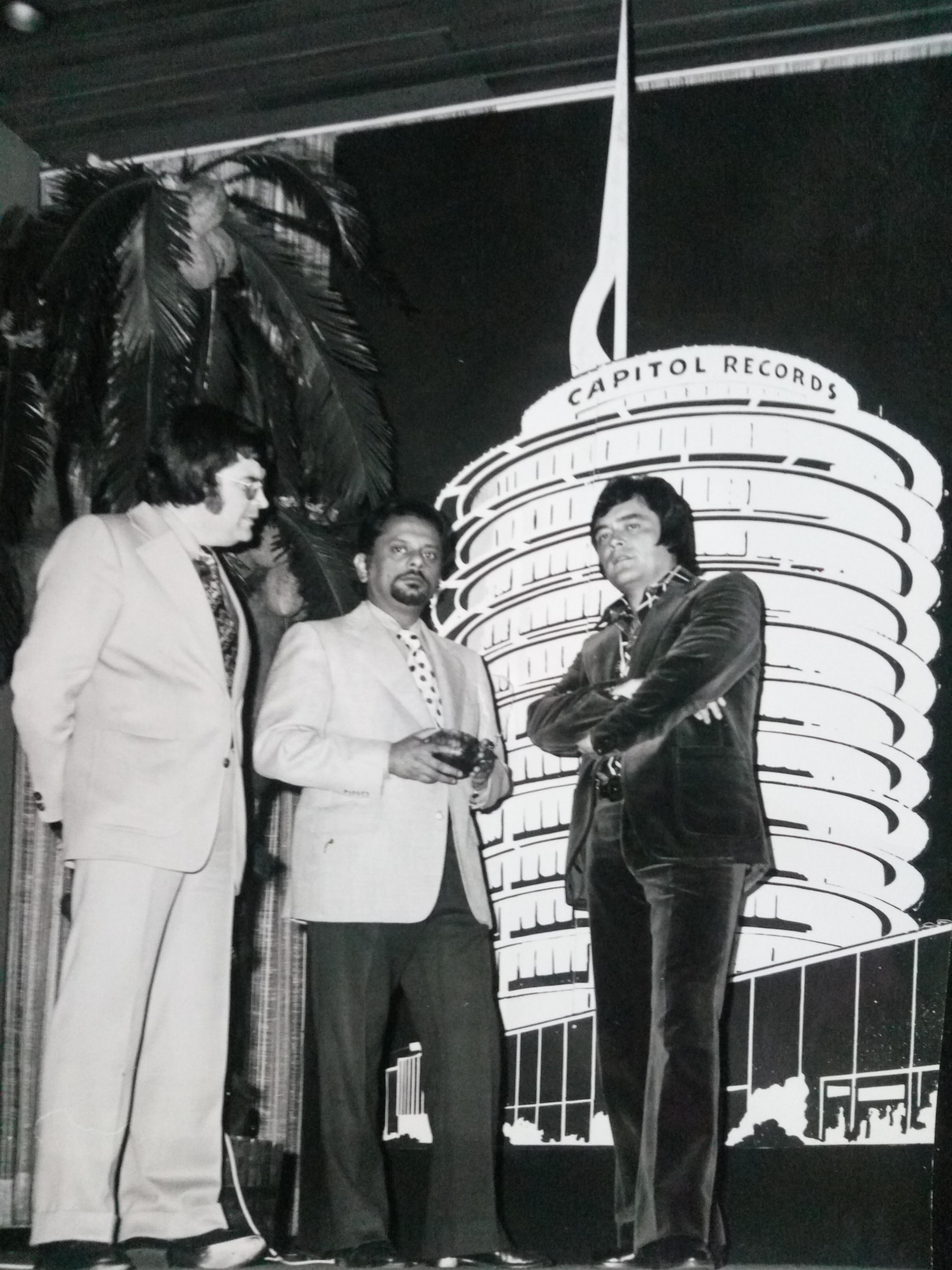
Roel Kruize, Bhaskar Menon e Jack Jersey, 1974

Il suo LP In The Still of The Night (1974) fu la ragione per cui Capitol Records lo invitò a produrre un album a Nashville, nel Tennessee, con The Jordanaires.
Questa band aveva cantato con Elvis Presley nel periodo 1956 al 1972. Nel Nashville Jack Jersey e The Jordanaires ha registrato la LP I Wonder per il pubblica europea e Honky Tonk Man per il pubblico americano. Frank Jones era il produttore ed era noto per il suo lavoro per artisti come Buck Owens e Jim Reeves. Questo album apparso 8 canzoni scritte da lui stesso e 4 versioni di altri artistas.
Quando Jack è rimasto nei Paesi Bassi, avrebbe dovuto attendere con l'edizione di I Wonder, perché nel LP In The Still of The Night era ancora tra i primi 10. Qualche tempo dopo, quando il suo LP I Wonder è stato pubblicato, ha raggiunto il numero 3.
Nel 1980, dopo tre anni di silenzio, pubblicò il suo singolo chiamato Sri Lanka ... my Shangri-La (Sri Lanka...il mio paradiso). Questo singolo ha raggiunto il numero 2 nei Paesi Bassi, 2 in Belgio, 6 in Austria, 8 in Svizzera e 34 in Germania. Per il cantante, artista Jack Jersey, è diventato il suo più grande successo. Qualche anno dopo ebbe successo in Polonia con una vendita di 78 000 copie del suo LP Close To You. Durante la sua carriera come Jack Jersey, ha viaggiato in diversi paesi per registrare i suoi videoclip. Non solo nei Paesi Bassi e in Belgio, ma anche in Spagna, Austria, Bulgaria, Messico, Indonesia, Sri Lanka e Tunisia, i film musicali e video sono stati registrati e trasmessi dalla televisione olandese attraverso vari canali come AVRO, TROS o NCRV.

### The Shorts
Nel 1983, De Nijs stava cercando una casa discografica per registrare la canzone Comment ça va, che Eddy de Heer aveva scritto in inglese. Con Polydor aveva una buona relazione con Harry Knipschild, che preferiva una versione olandese. De Nijs ha scritto un nuovo testo olandese sul posto in mezz'ora, ma alla fine non è stato accettato da Polydor. I loro rappresentanti non erano entusiasti della canzone. Harry Knipschild contattò il concorrente, Ruud Wams, che alla fine accettò la canzone attraverso la casa discografica EMI per lanciare il singolo.
Il disc jockey non volevano riprodurre il disco alla radio. Tuttavia, la canzone è stata rapidamente accettata dal pubblico.
Nelle classifiche, il singolo ha raggiunto il numero 1 in Paesi Bassi, Francia, Belgio, Germania, Austria, Svizzera e Norvegia, con versioni in diverse lingue. Nei Paesi Bassi è stato il singolo più venduto dell'anno 1983.
In Francia sono state vendute più di un milione di copie. Poi, la prossima produzione di The Shorts, Je suis, tu es, è stato anche un singolo di successo in diversi paesi. Di seguito, Eddy de Heer ha adottato un approccio diverso. Il precedente successo non fu più raggiunto senza Jack de Nijs. Alla fine della sua carriera, Jack de Nijs e gli artisti che rappresentava hanno venduto oltre venti milioni di dischi.

### Malattia e morte
Nel 1985 e ancora nel 1986 gli furono trovati dei polipi nelle corde vocali, e due anni dopo, nel 1988, gli fu diagnosticato un tumore maligno nella faringe e nella laringe.
Subì interventi chirurgici e radioterapia più volte. Dopo questi trattamenti pesanti, vive quotidianamente sotto farmaci importanti con analgesici, ma non si riprenderà mai completamente. Nell'ottobre del 1996 era molto malato. Nel febbraio 1997, un ultimo doppio CD con il titolo Thanks For All The Years (tradotto: Grazie per tutti gli anni) è stato concesso con EMI. All'alba del 26 maggio 1997, morì a causa delle conseguenze della malattia che aveva all'età di 55 anni, tra le braccia di sua moglie.
Dopo la sua morte, vari artisti hanno continuato a cantare le sue canzoni. Nei Paesi Bassi, ad esempio, Frans Bauer, Marianne Weber e René Schuurmans hanno distribuito versioni delle sue canzoni, e da altri paesi erano artisti come Frank Michael in francese le canzoni Celina (Blue Brown Eyed Lady), C’est Fini (Lonely Me), Tendres Rockers (Don’t Break This Heart), e in italiano la canzone Schiavi D’Amore un adattamento di il testo della canzone I'm Calling. Il nuovo testo in italiano è scritto da Gianni Belfiore.

## Distinzioni

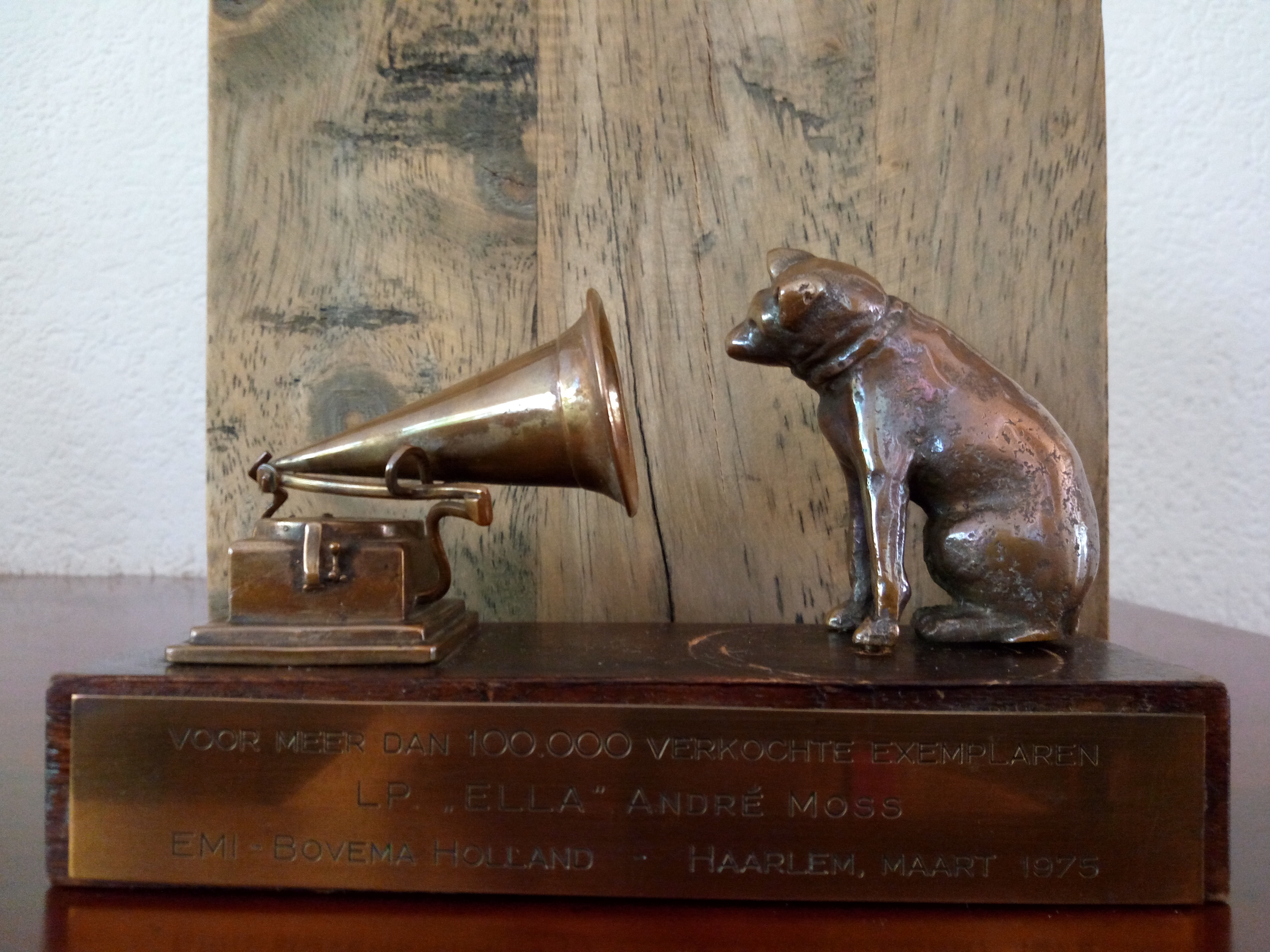
5 volte His Master's Voice

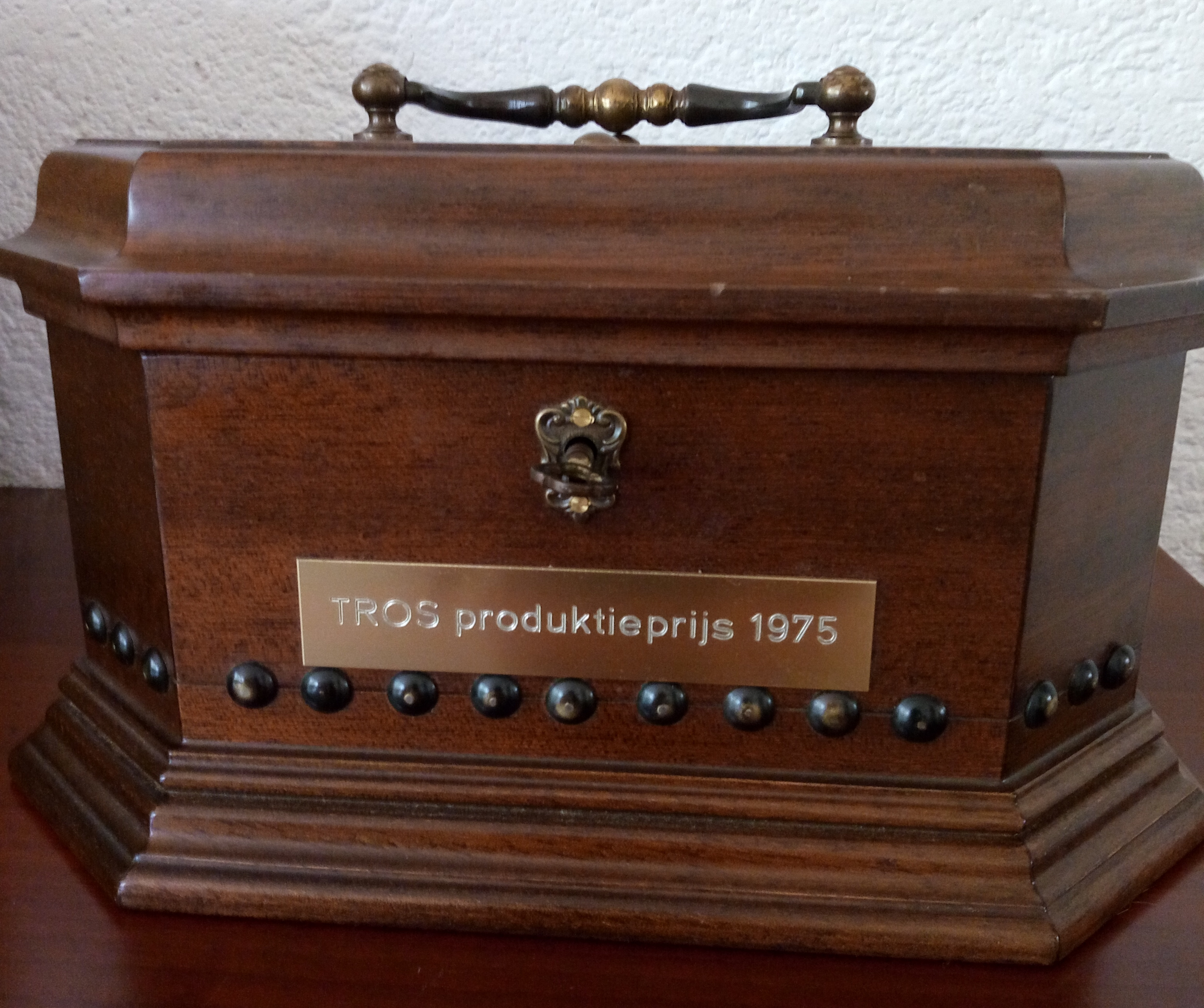
Premio alla produzione di TROS, 1975

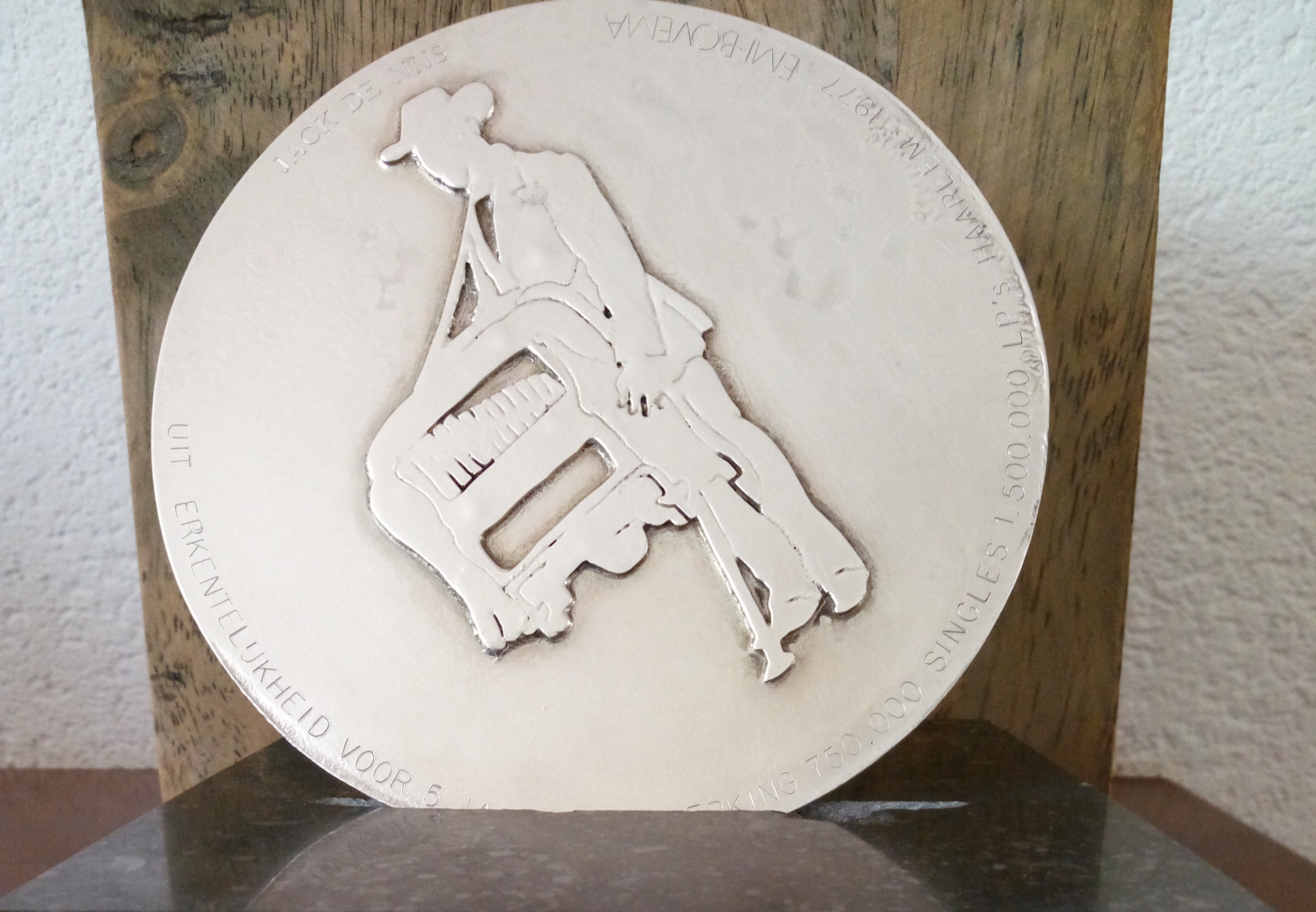
Targa d'argento sulla base in marmo di Bovema in onore di Jack de Nijs, 1977, questo premio speciale non era mai stato assegnato a nessuno prima.

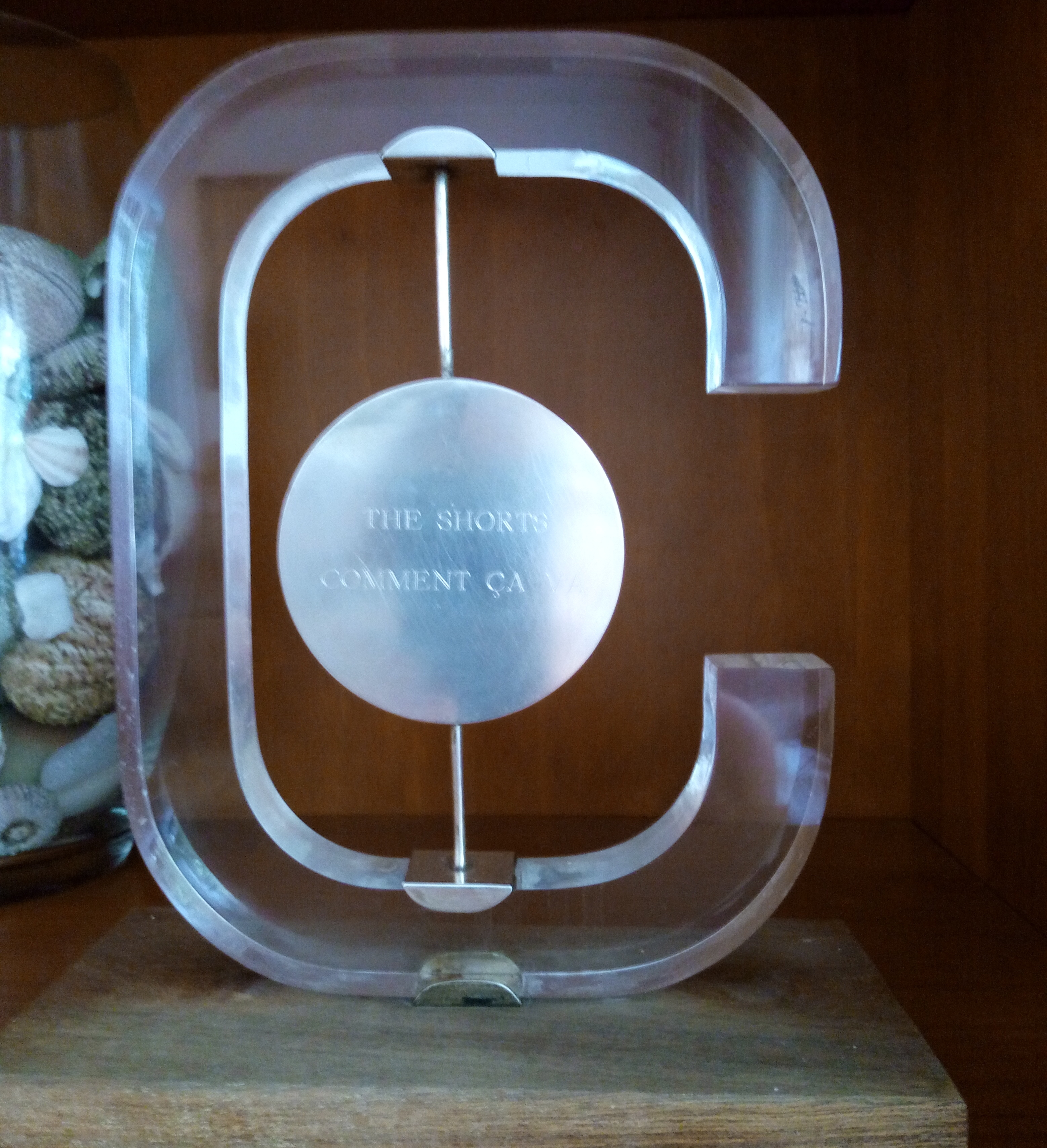
Premio di Esportazione da Conamus, 1983

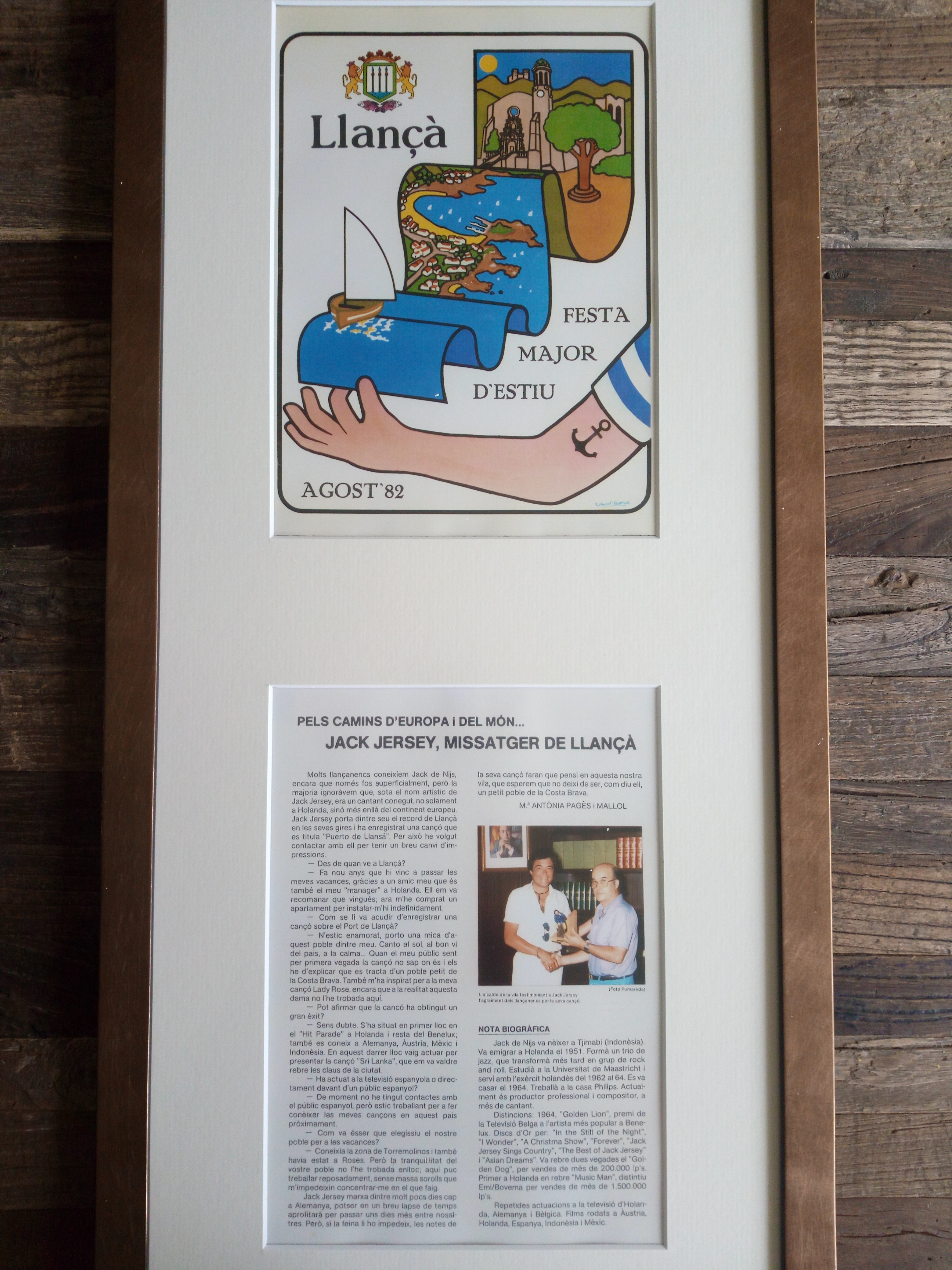
Jack Jersey, Messaggero de Llançà, 1982

Jack de Nijs ha ricevuto numerosi riconoscimenti per il suo lavoro come cantante, cantautore e produttore, tra cui le certificazioni ufficiali di 16 dischi di platino, 30 dischi d'oro e 5 volte His Master's Voice ("La voce del suo padrone").

### Premi
- 1972: penna Conamus in oro.
- 1974: Golden Lion Award della televisione belga BRT, per il più famoso artista discografico del Benelux.
- 1974: Premio alla produzione TROS.
- 1974: His Master's Voice ('La voce del suo padrone') Grammofono di porcellana Bovema/EMI.
- 1976: premio per l'artista più popolare nei Paesi Bassi, insieme ad André van Duin.
- 1977: targa d'argento di Bovema (EMI) per la vendita di oltre 750.000 singoli e 1.500.000 album.
- 1978: certificato firmato da Frie Thijs (segretario) e Marinus Wagtmans (presidente) a nome del comitato organizzatore, come segno di gratitudine, poiché la collaborazione di Jack Jersey ha reso possibile l'arrivo del Tour de France a St. Willebrord. (Il prologo di Leida, la prima tappa, parte A, che collega Leida a St. Willebrord, vince il 30 giugno 1978 da Jan Raas.[20][21]
- 1980: certificato NVPI della Federazione internazionale dell'industria fonografica.
- 1982: Messaggero di Llançà, ha ricevuto il titolo di cittadino onorario dal sindaco di Llançà in Catalogna.[22]

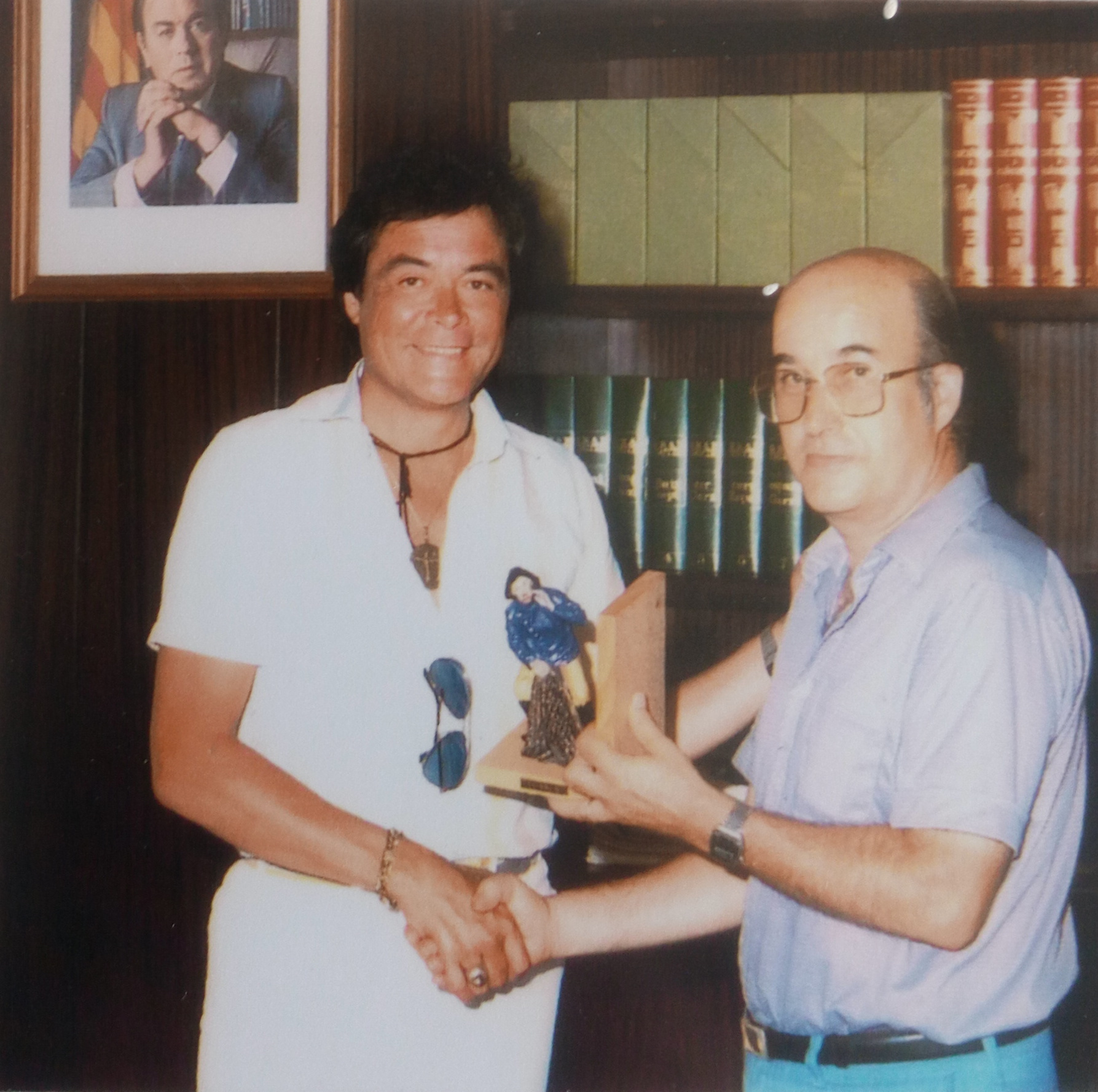
Premio per essere cittadino onorario di Llançà, Spagna, 1982, Jack Jersey e il sindaco di Llançà.

- 1983: Conamus Export Award (Premio di Esportazione da Conamus) per il suo lavoro per Comment ça va di The Shorts.

### (Omaggio) postumo
Nel gennaio 2007, EMI ha lanciato la sua collezione Asian Dreams and Greatest Hits. La traduzione è sogni asiatici e grandi successi. Oltre a due CD, include un DVD contenente, tra le altre cose, il rapporto del viaggio musicale che ha realizzato per la televisione olandese AVRO nel 1977 dalla sua nativa Indonesia, diretto da Theo Ordeman, un noto regista televisivo olandese. Inoltre, ci sono videoclip di programmi televisivi storici, come quelli di TopPop (Paesi Bassi) e Musikladen (Germania).
Il 24 maggio 2009, si è tenuto per la prima volta un Jack Jersey Festival nel centro della sua città di Roosendaal, a Oude Markt e a Raatskelder. Numerosi artisti si sono esibiti in suo onore, tra cui le sue scoperte Frank & Mirella e Nick MacKenzie. Il Raatskelder ha una relazione storica con il cantante e compositore, perché aveva uno studio musicale lì in soffitta negli anni sessanta.
Nel 2017, Jack è una delle icone di Roosendaal nel museo Tongerlohuys.

Il 10 marzo 2018 in occasione della celebrazione di 750 anni di Roosendaal sotto il motto: il DNA di Roosendaal, anche un ritratto di Jack è stato realizzato da 15 artisti di graffiti professionisti.

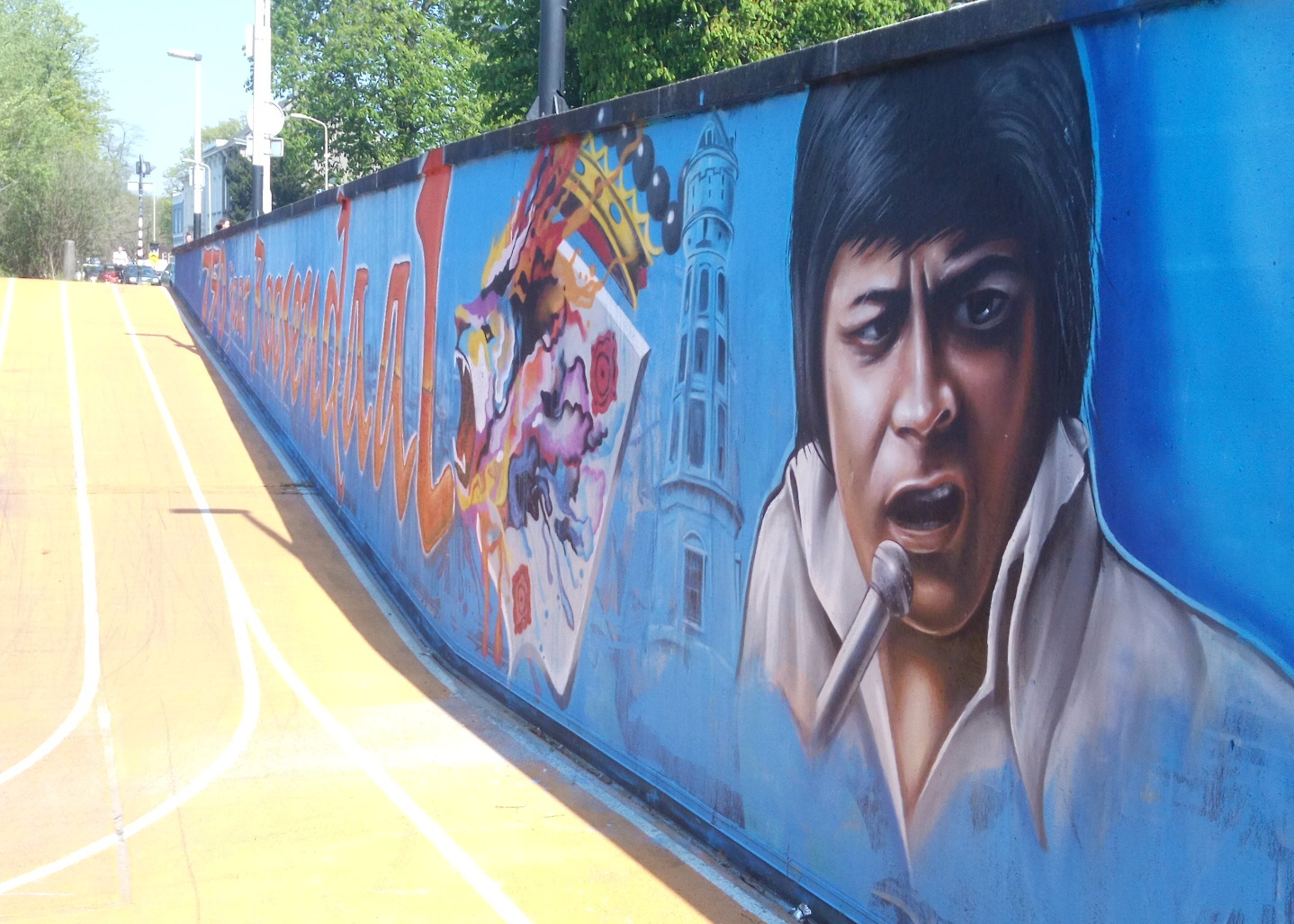
Kadetunnel nella celebrazione di 750 anni di Roosendaal, pittura di graffiti di Jack Jersey 2018

Nel 2020 la sua canzone Una Noche Mexicana è apparsa su Soulmates (una serie televisiva statunitense, creata da William Bridges e Brett Goldstein) trasmessa da AMC.
Nel settembre 2023, la canzone Rub It In di Jack Jersey and the Jordanaires sarà presente nella popolare serie TV Sex Education stagione 4 (episodio 5) che sarà trasmessa in streaming su Netflix.

## Discografia

### produttore discografico e cantautore per altri artisti
Album
| Anno | artista           | titulo           | supporto          | onorario        | partecipazione                        |
| ---- | ----------------- | ---------------- | ----------------- | --------------- | ------------------------------------- |
| 1974 | Jan Boezeroen     | Oei, oei         | LP                | oro             | produttore discografico e compositore |
| 1974 | André Moss        | Ella             | LP                | 3 volte platino | produttore discografico e compositore |
| 1974 | André Moss        | Ella             | cassetta musicale | oro             | produttore discografico e compositore |
| 1974 | André Moss        | Rosita           | LP                | platino         | produttore discografico e compositore |
| 1974 | André Moss        | Rosita           | cassetta musicale | oro             | produttore discografico e compositore |
| 1974 | artistes diverses | Op losse groeven | LP                | oro             | produttore discografico e compositore |
| 1975 | André Moss        | My Spanish rose  | cassetta musicale | oro             | produttore discografico e compositore |

Singoli
| Anno | artista           | titulo            | onorario       | partecipazione                           |
| ---- | ----------------- | ----------------- | -------------- | ---------------------------------------- |
| 1969 | Leo den Hop       | Antoinette        | oro (NL)       | produttore discografico e compositore    |
| 1969 | Ray Miller        | Antoinette        | platino (D)    | compositore                              |
| 1970 | Ray Miller        | Sophia Loren      | oro (D)        | compositore                              |
| 1970 | Tony Bass         | Gina Lollobrigida | platino (NL)   | produttore discografico e compositore    |
| 1970 | Ray Miller        | Gina Lollobrigida | platino+or (D) | compositore                              |
| 1970 | Sjakie Schram     | Zuster, oh zuster | oro (NL)       | compositore                              |
| 1970 | Jan Boezeroen     | De fles           | platino (NL)   | produttore discografico e co-compositore |
| 1971 | Cock van der Palm | Mira              | platino (NL)   | produttore discografico e compositore    |
| 1971 | Jan Boezeroen     | Oei, oei          | platino (NL)   | produttore discografico e compositore    |
| 1973 | Nick MacKenzie    | One is one        | platino (NL)   | produttore discografico e compositore    |
| 1973 | Nick MacKenzie    | Juanita           | oro (NL)       | produttore discografico e compositore    |
| 1973 | Nick MacKenzie    | Juanita           | oro (D)        | produttore discografico e compositore    |
| 1974 | Nick MacKenzie    | Peaches on a tree | oro (NL)       | produttore discografico e compositore    |
| 1983 | The Shorts        | Comment ça va     | platino (NL)   | produttore discografico e paroliere      |
| 1983 | The Shorts        | Comment ça va     | platino (F)    | produttore discografico                  |
| 1983 | The Shorts        | Je suis, tu es    | oro (NL)       | produttore discografico                  |

### Artista solista
La presentazione proviene dalla Top 40, Dutch Top 40 (quindi dalla Top 75) di Radio Verónica.
Album
| Anno | album                          | Top 40            | notifica                                                                                                  |
| ---- | ------------------------------ | ----------------- | --- |
| 1968 | Jack de Nijs zingt Sofia Loren | -                 | come Jack de Nijs                                                                                         |
| 1974 | In the still of the night      | 3 (29 settimane)  | LP in platino y cassetta musicale di platino                                                              |
| 1975 | Honky Tonk Man                 | -                 | registrazione dal vivo con The Jordanaires, l’edizione americana.                                         |
| 1975 | I wonder                       | 7 (13 settimane)  | 2 LPs d’oro y 2 cassettas musicales d’oro registrazione dal vivo con The Jordanaires, l’edizione europea. |
| 1975 | A Christmas show               | 31 (3 settimane)  | 2 LPs d’oro                                                                                               |
| 1976 | Jack Jersey sings country      | 15 (12 settimane) | 2 LPs d’oro                                                                                               |
| 1976 | The best of Jack Jersey        | 2 (19 settimane)  | LP di platino                                                                                             |
| 1977 | Forever                        | 22 (10 settimane) | LP d’oro                                                                                                  |
| 1977 | Asian dreams                   | 5 (20 settimane)  | 2 LPs d’oro                                                                                               |
| 1978 | Mexico bienvenido              | 17 (10 settimane) | LP d’oro                                                                                                  |
| 1979 | The King and I                 | 25 (12 settimane) | Pubblicato dopo il permesso ufficiale                                                                     |
| 1979 | Accept my love                 | 37 (2 settimane)  | |
| 1980 | Sri Lanka... my Shangri-La     | 38 (8 settimane)  | LP di platino                                                                                             |
| 1981 | Jack Jersey show               | 28 (8 settimane)  | album con Lisa MacKeag e Maurice de la Croix                                                              |
| 1982 | Dreamer                        | 28 (9 settimane)  | |
| 1988 | Close to you                   | 35 (9 settimane)  | LP d’oro oltre 78.000 venduti in Polonia                                                                  |
| 1997 | Thanks for all the years       | -                 | 2 CD |
| 2007 | Asian dreams and greatest hits | 51 (5 settimane)  | DVD y 2 CD d’oro                                                                                          |

Singoli
Nei Paesi Bassi ci sono due classifica musicale (Dutch Top 40 e Hitparade) e in Belgio si tratta delle Fiandre (BRT).
| Anno | singoli                                                              | Top 40           | Hitparade        | BRT 30            | notifica                                                          |
| ---- | -------------------------------------------------------------------- | ---------------- | ---------------- | ----------------- | ----------------------------------------------------------------- |
| 1970 | Sofia Loren                                                          | 23 (3 settimane) | 21 (2 settimane) | -                 | come Jack de Nijs                                                 |
| 1970 | Al ben ik mister Mundy niet                                          | tip              | -                | -                 | come Jack de Nijs                                                 |
| 1971 | Oh daar heb je ze weer                                               | 36 (4 settimane) | -                | -                 | come Jack de Nijs                                                 |
| 1971 | Blame it on the summersun                                            | 35 (2 settimane) | -                | -                 | come Ruby Nash                                                    |
| 1972 | Ay, ay, waar blijft Maria                                            | 25 (4 settimane) | 28 (1 settimana) | -                 | come Jack de Nijs                                                 |
| 1972 | Helena                                                               | 28 (3 settimane) | -                | -                 | come Jack de Nijs                                                 |
| 1972 | Marian                                                               | tip              | -                | -                 | como Jack de Nijs Sextet                                          |
| 1973 | Hee dans met mij                                                     | tip              | -                | -                 | como Jack de Nijs Sextet                                          |
| 1973 | I'm calling                                                          | 13 (7 settimane) | 12 (5 settimane) | 10 (10 settimane) |                                                                   |
| 1973 | Don't break this heart                                               | 17 (6 settimane) | 18 (4 settimane) | 4 (6 settimane)   |                                                                   |
| 1974 | In the still of the night                                            | 6 (11 settimane) | 5 (11 settimane) | 2 (15 settimane)  | singoli d’oro nei Paesi Bassi e Belgio 21(6 settimane)            |
| 1974 | Papa was a poor man                                                  | 5 (11 settimane) | 5 (13 settimane) | 3 (12 settimane)  | singoli d’oro                                                     |
| 1974 | Rub it in\|Rub-it in                                                 | 14 (6 settimane) | 13 (5 settimane) | 8 (6 settimane)   | con The Jordanaires                                               |
| 1975 | I wonder                                                             | 11 (7 settimane) | 11 (5 settimane) | 6 (11 settimane)  | con The Jordanaires                                               |
| 1975 | Mary Lee                                                             | 38 (3 settimane) | 28 (2 settimane) | 18 (4 settimane)  | con The Jordanaires                                               |
| 1975 | Silvery moon                                                         | 22 (3 settimane) | 22 (4 settimane) | 16 (5 settimane)  |                                                                   |
| 1975 | Gone girl                                                            | 11 (7 settimane) | 12 (5 settimane) | 7 (8 settimane)   |                                                                   |
| 1976 | Me and Bobby McGee                                                   | 22 (5 settimane) | 17 (4 settimane) | 16 (5 settimane)  |                                                                   |
| 1976 | (After sweet memories) Play born to lose again\|After sweet memories | 17 (7 settimane) | 16 (4 settimane) | 16 (3 settimane)  |                                                                   |
| 1976 | Blue brown-eyed lady                                                 | 6 (11 settimane) | 6 (8 settimane)  | 4 (11 settimane)  | singoli d’oro                                                     |
| 1976 | Lonely Christmas                                                     | -                | -                | 18 (3 settimane)  |                                                                   |
| 1977 | Lonely me                                                            | 21 (6 settimane) | 24 (3 settimane) | 22 (4 settimane)  |                                                                   |
| 1977 | On this night a thousand stars                                       | tip              | tip              | 25 (3 settimane)  |                                                                   |
| 1977 | Forever                                                              | tip              | tip              | -                 |                                                                   |
| 1977 | She was dynamite                                                     | 18 (6 settimane) | 22 (4 settimane) | 11 (7 settimane)  |                                                                   |
| 1977 | Asian dreams                                                         | -                | -                | 29 (1 settimana)  |                                                                   |
| 1980 | Sri Lanka... my Shangri-La                                           | 4 (10 settimane) | 3 (12 settimane) | 2 (11 settimane)  | singoli di platino 34(5 settimane) 6(12 settimane) 8(6 settimane) |
| 1980 | Woman                                                                | 28 (4 settimane) | 39 (4 settimane) | 21 (1 settimana)  |                                                                   |
| 1981 | Shanah                                                               | 26 (5 settimane) | 27 (7 settimane) | -                 |                                                                   |
| 1981 | Lonely street                                                        | tip              | -                | -                 |                                                                   |
| 1982 | Puerto de Llansa (Lady Rose)                                         | 26 (5 settimane) | 35 (5 settimane) | -                 |                                                                   |
| 1982 | Papa was a poor man (live)                                           | tip              | -                | -                 | live registrato in Indonesia                                      |
| 1985 | All I do is dream                                                    | tip              | tip              | -                 |                                                                   |
| 1988 | Lady                                                                 | tip              | 59 (9 settimane) | -                 |                                                                   |
| 1988 | Happy Xmas (War is over) / Gelukkig Kerstfeest                       | -                | 15 (5 settimane) | -                 | Artisti per la Casa di Ronald McDonald                            |
| 1989 | Hurry home                                                           | -                | 76 (6 settimane) | -                 |                                                                   |
| 1990 | Here comes summer                                                    | -                | 63 (7 settimane) | -                 |                                                                   |
| 1991 | Blame it on the summersun                                            | -                | 65 (5 settimane) | -                 |                                                                   |

## Galleria d'immagini

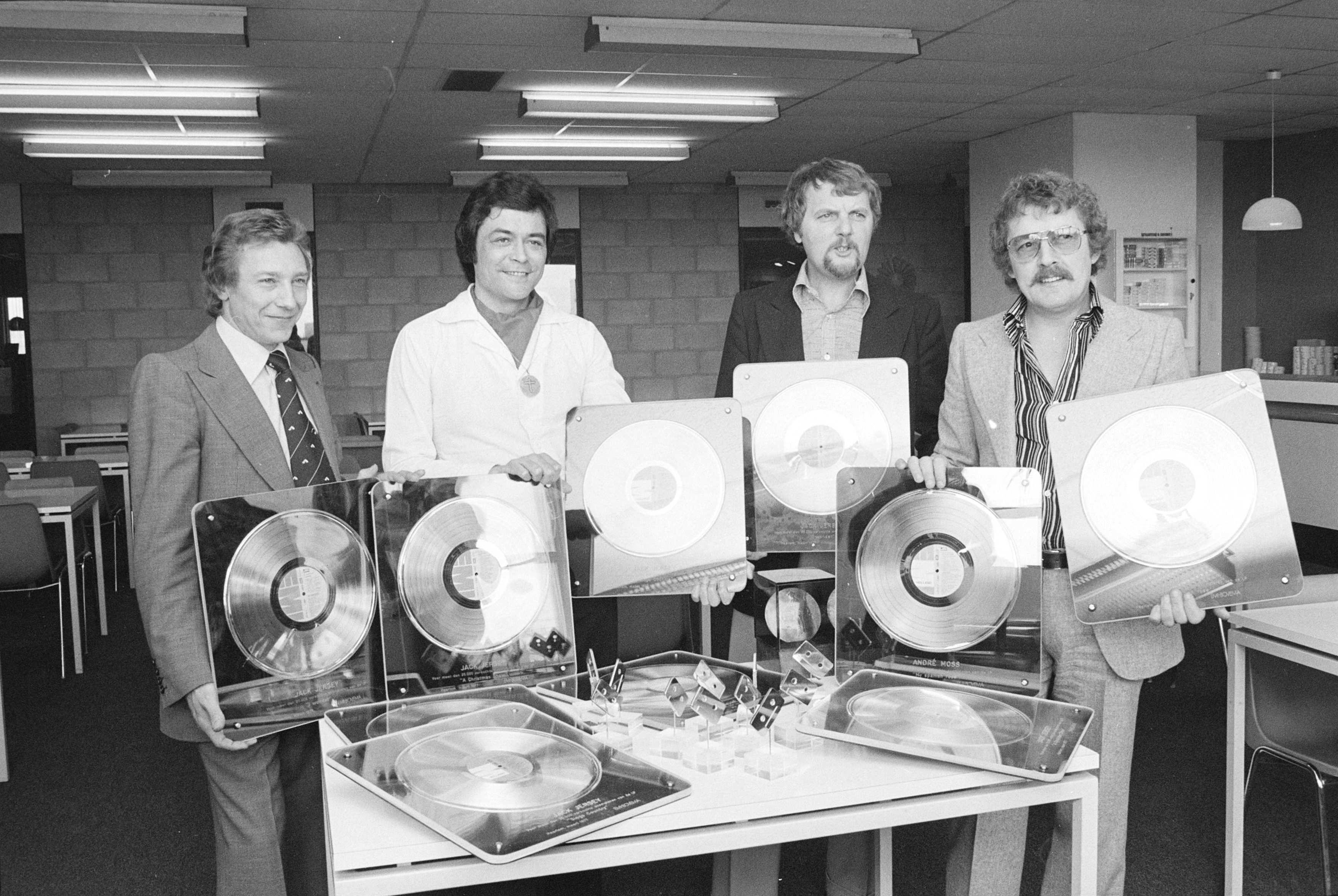
Persona desconeguda, Jack de Nijs, Cees den Daas e André Moss
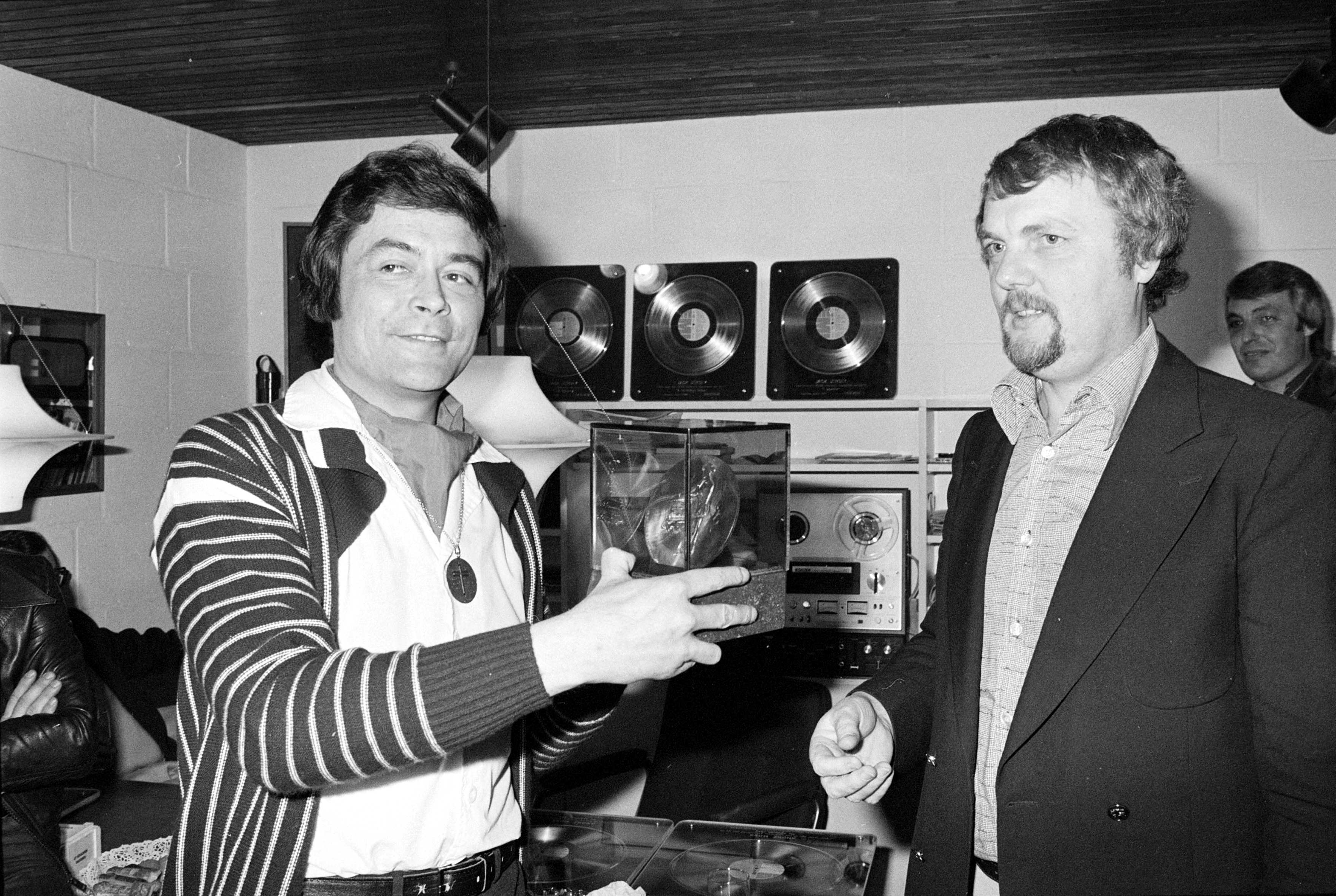
Jack de Nijs e Cees den Daas